# 비대칭디메틸히드라진
비대칭디메틸히드라진 또는 UDMH는 북한, 중국, 러시아 등에서 로켓의 연료로 사용하는 화학물질이다.

## 로켓 연료
UDMH은 로켓의 액체연료로 자주 사용된다. 액체연료 로켓의 연료는 연료와 산화제로 구성되며, UDMH 연료는 산화제로 사산화 이질소, 적연질산, 액체산소와 함께 사용된다. UDMH은 하이드라진의 계열이라서, 보통 그냥 하이드라진이라고도 부른다.
스커드 미사일은 산화제 IRFNA(적연질산), 연료 UDMH(하이드라진)를 사용하는데, 노동 미사일, 무수단 미사일 등도 동일하다.

## 같이 보기
- 하이드라진